# 小行星5016
小行星5016（英語：5016 Migirenko）是一颗围绕太阳公转的小行星。1976年4月2日，尼古拉·切爾尼赫在克里米亚发现了此天体。
这颗小行星的绝对星等为97.79194等。